# Moustey
Moustey település Franciaországban, Landes megyében. Lakosainak száma 755 fő (2022. január 1.). Moustey Belin-Béliet, Belhade, Mano, Pissos és Saugnacq-et-Muret községekkel határos.

## Népesség
A település népességének változása:
| Lakosok száma | 545  | 540  | 574  | 649  | 667  | 683  | 695  | 674  | 669  | 755  |
|               | 1968 | 1982 | 1990 | 2006 | 2013 | 2015 | 2017 | 2019 | 2020 | 2022 |